# Basílica de Nuestra Señora del Rosario (Caieiras)
La Basílica Nuestra Señora del Rosario (en portugués: Basílica Nossa Senhora do Rosário) Es el nombre que recibe un templo religioso de la Iglesia Católica que se encuentra ubicado dentro del Seminario Internacional de los Heraldos del Evangelio, en la Reserva Forestal de la Sierra de la Cantareira, ciudad de Caieiras, estado de Sao Paulo, en Brasil. Pertenece a la diócesis de Bragança Paulista.
Su construcción comenzó en octubre de 2006, inspirada en el estilo gótico de las grandes catedrales medievales europeas, como Notre-Dame y la Saint Chapelle, en la ciudad de París, Francia.
La ceremonia de la Dedicación Solemne (término religioso para inauguración de un templo) fue celebrada el 24 de febrero de 2008 y presidida por el Excmo. Cardenal Franc Rodé, CM, entonces Prefecto de la Congregación para los Institutos de Vida Consagrada y las Sociedades de Vida Apostólica (máxima autoridad del Vaticano para los institutos religiosos).
El 18 de octubre de 2009, se elevó al estatus de Iglesia Matriz Parroquial, respondiendo a peticiones y necesidades de los fieles de la región (con mayoría de zonas rurales carentes).
Por último, debido a su alto nivel de belleza arquitectónica y artística, y por el cuidado en la realización de una rica vida litúrgica, el 21 de abril de 2012, el Papa Benedicto XVI la ascendió al título honorífico de Basílica Menor, afiliada a la Basílica Papal de Santa María Maggiore, en Roma.
Actualmente, esta Basílica es visitada por peregrinos y turistas del Brasil y del mundo entero, ofreciendo visitas guiadas por religiosos y la participación de las ceremonias litúrgicas celebradas. Cuenta también con un sitio web de información para visitas de peregrinos y turismo.

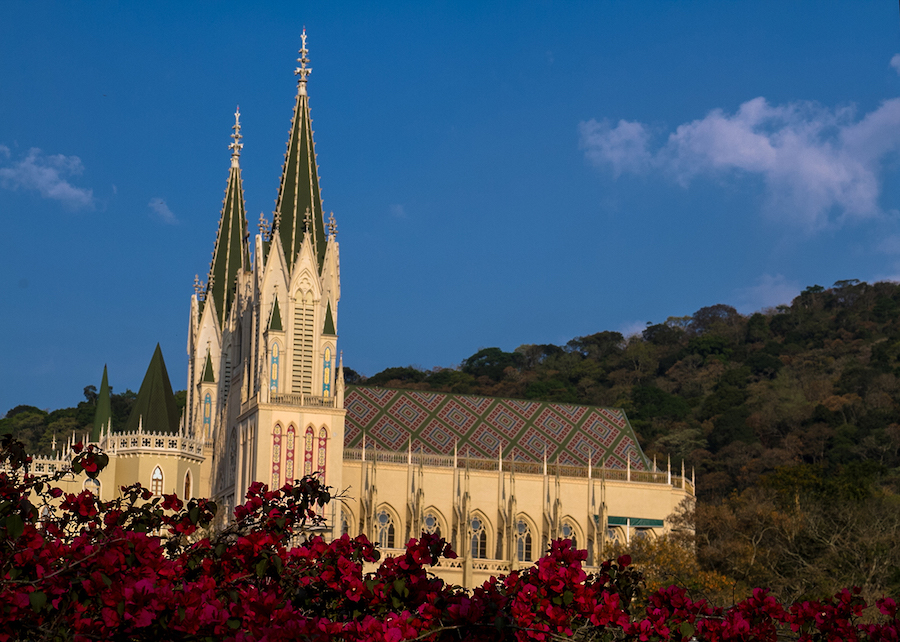